# Jakub Wujek
Jakub Wujek SJ (ur. 1541 w Wągrowcu, zm. 27 lipca 1597 w Krakowie) – polski duchowny katolicki, jezuita, doktor teologii, rektor Jezuickiej Akademii Wileńskiej, rektor Kolegium jezuitów w Poznaniu, autor przekładu Biblii na język polski.

## Życiorys
Urodził się w 1541 roku w Wągrowcu, jako syn ławnika sądowego Macieja i jego żony Elżbiety. Pochodził z religijnej i majętnej rodziny – Wujkowie posiadali ziemie, ogrody i browar. Jakub odebrał podstawowe wykształcenie w szkole cysterskiej. W 1555 roku udał się na Śląsk, najprawdopodobniej do Wrocławia, gdzie uczył się w szkole humanistyczno-reformacyjnej. Nauczył się wówczas języka niemieckiego i zbliżył się do luteranizmu. W 1558 roku powrócił do Wągrowca i został nauczycielem w szkole parafialnej. Pod wpływem tamtejszego księdza i lektury dzieł Stanisława Hozjusza, powrócił do wiary katolickiej. Jeszcze w tym samym roku przerwał pracę i udał się do Krakowa, gdzie 26 kwietnia rozpoczął rok akademicki na Akademii Krakowskiej. Jego wykładowcami byli m.in. Jakub Górski, Jan Nicz i Benedykt Herbest. Studiował sztuki wyzwolone i języki klasyczne. Wybuch epidemii w 1559 roku spowodował konieczność przerwania studiów, jednak Wujkowi udało się zaliczyć wszystkie egzaminy i przed 15 czerwca uzyskał stopień bakałarza. Za radą Herbesta, udał się do biskupa Jakuba Uchańskiego i rozpoczął pracę nauczyciela łaciny, greki i niemieckiego.
W 1562 roku Uchański został prymasem i wysłał Wujka wraz z dwoma swoimi bratankami do Kolegium jezuickiego w Wiedniu. Studiował filozofię pod kierunkiem Filipa Widmanstadta i dwa lata później uzyskał magisterium. Po powrocie do Polski, Uchański mianował go kanonikiem łęczyckim i swym sekretarzem. W 1565 roku postanowił wstąpić do jezuitów. Ponieważ w Polsce nie było wówczas nowicjatu, musiał udać się do Rzymu. 25 lipca rozpoczął życie zakonne, a 8 grudnia złożył pierwsze śluby i przeniósł się na studia teologiczne do Collegium Romanum. Będąc studentem, prowadził jednocześnie wykłady z języka hebrajskiego. Nie zdążył ukończyć studiów w Rzymie, gdyż we wrześniu 1567 roku musiał wracać do Polski. Z polecenia prowincjała Franciszka Sunyera, przed 5 listopada w Braniewie odbył egzamin magisterski ze sztuk wyzwolonych i bakalaureat z teologii. Następnie udał się do Pułtuska, gdzie nauczał retoryki i katechizmu. W kwietniu 1568 roku generał zakonu jezuitów Franciszek Borgiasz wyraził zgodę, by Wujek mógł złożyć profesję wieczystą i przyjąć sakrament święceń. 3 października złożył śluby, a w listopadzie przyjął święcenia. Wkrótce potem rozpoczął posługę kapłańską, a także został mianowany wicerektorem Kolegium jezuitów w Pułtusku. Rozwijająca się epidemia spowodowała tymczasowe zamknięcie Kolegium, a Wujek wyjechał do rodzinnego Wągrowca, gdzie jeszcze podupadł na zdrowiu. W 1570 roku udał się do Warszawy, gdzie miał wygłosić rekolekcje dla dworu, jednak tam ponownie ciężko zachorował. 22 grudnia dzięki staraniom prowincjała Wawrzyńca Maggio, odbył egzamin i uzyskał stopień naukowy doktora teologii.
W 1570 roku Wujek wydał swoją pierwszą pracę: „Iudiciumalbo rozsądek niektórych Katholików o Confessiey Sędomierskiey”, która została skierowana przeciwko innowiercom. W tym samym roku ukazało się tłumaczenie małego katechizmu Piotra Kanizego „Maluczki katechyzm Kościoła powszechnego abo nauka krześciajańskiej pobożności”. Dwa lata później przełożył także katechizm Jakuba Ledesmy: „Nauka chrześcijańska albo Katechizmik dla dziatek”. Większość dzieł wydawał anonimowo. Sunyer chciał aby Wujek kontynuował pracę pisarską i wydał postylle katolickie, gdyż jedyne dostępne były wówczas protestanckie postylle Reja. Pracę nad nią rozpoczął w 1571 roku, jednak musiał ją przerwać, gdyż prowincjał przeniósł go do Poznania. Udał się tam wraz z Szymonem Wysockim i dwoma innymi jezuitami, gdzie mieli założyć nowe Kolegium jezuitów. Zajął się organizacją środków na utrzymanie pracowników, budową kolegium, pracą duszpasterską i literacką. Jednym z jego dzieł powstałych w Poznaniu jest łac. Brevis Augustissimi ac summe venerandi sacrosanctae Missae sacrificii, skierowane przeciwko Franciszkowi Stankarowi.
20 maja 1578 roku opuścił Poznań i udał się do Wilna, gdzie został rektorem tamtejszego kolegium. Miało to odciążyć go w obowiązkach, gdyż sprawami administracyjnymi miał zająć się Piotr Fabrycy Kowalski. Wujkowi przypisuje się rozwój szkoły, dzięki któremu Stefan Batory podniósł ją do rangi Akademii, jednak nie ma na to dowodów. Rok później król prosił władze zakonu, by pozwoliły wysłać Wujka do Siedmiogrodu. Jakub zrezygnował ze stanowiska rektora i wyjechał tworzyć misję w Koloszwarze, by szerzyć działalność kontrreformacyjną. Pomimo trudów pracy duszpasterskiej i niechętnej miejscowej ludności, wydał trzynaście prac, w tym „Czyściec” oraz „Dialysis”. Z misji w 1584 roku odwołał go prowincjał Jan Paweł Campano.
Po powrocie do Polski, jego zadaniem był przekład Biblii na język polski. Dotychczasowe tłumaczenie (Biblia Leopolity) z 1561 roku, oceniano jako niewystarczające i zawierające błędy i nieścisłości. W tym celu udał się do Rzymu, by omówić sprawę z generałem zakonu Claudio Acquavivą. W 1586 roku został wiceprowincjałem prowincji polskiej, toteż miał mało czasu na pracę nad tłumaczeniem. Ponieważ epidemia doprowadziła do śmierci wielu zakonników w Siedmiogrodzie, ponownie wysłano tam Wujka i powierzono mu funkcję wiceprowincjała. W 1589 roku tamtejsza prowincja została zlikwidowana, dlatego Wujek opuścił Siedmiogród. Wówczas wrócił do Polski i osiadł w Krakowie, gdzie poświęcił więcej czasu na pisanie. W 1591 roku pierwszy przekład Nowego Testamentu był już gotowy, jednak z powodu donosu dotyczącego rzekomego niedopełnienia warunków generała zakonu, praca została wstrzymana. Nowy prowincjał Ludwik Masselli zwołał specjalną naradę, na której zaaprobowano pracę Wujka. Kolejne posiedzenie komisji badającej dzieła polskiego jezuity, zostało odwołane z powodu epidemii, w wyniku której zmarła część cenzorów. Nowy skład komisji zebrał się dopiero wiosną 1592 i ponownie zaakceptował tłumaczenie. Głównym krytykiem Wujka był profesor teologii z Wilna, Stanisław Grodzicki, który najprawdopodobniej zazdrościł Jakubowi talentu pisarskiego. W międzyczasie pracy nad Pismem Świętym, Wujek wydał także postyllę „Apologia”, która była odpowiedzią na argumenty Grzegorza z Żarnowca. Tymczasem Grodzicki kontynuował zarzuty wobec Wujka o brak dokładności przekładu biblijnego i składał skargi u prowincjała a także w kurii generalnej w Rzymie. Prowincjał nie uwierzył w zarzuty, jednak generał zakonu nakazał wstrzymanie druku Starego Testamentu. Kolejna komisja zebrała się podczas kongregacji prowincji w 1593 roku w Pułtusku. Zaraz potem Wujek, Grodzicki i Masselli udali się do Rzymu, gdzie każdy miał zaprezentować swój punkt widzenia przed najwyższą władzą kościelną. Po powrocie do Krakowa Wujek kontynuował druk Nowego Testamentu i Psałterza.
W 1594 roku wyjechał do Poznania, gdzie kontynuował przekład Starego Testamentu. 16 maja 1595 roku sejm walny powołał nową misję w Siedmiogrodzie i mianował Wujka na wiceprowincjała. Jezuita kontynuował pracę nad Biblią w Siedmiogrodzie i ukończył ją latem 1596 roku. Rok później powrócił do Krakowa, gdzie oczekiwał na wynik pracy cenzorów. Nie doczekał jednak jej końca, gdyż zmarł 27 lipca 1597 roku.

## Twórczość
Wydał 2 większe dzieła pisarskie: Postyllę katoliczną (Postylla catholica, to iest Kazania na każdą niedzielę i na każde święto przez cały rok, 1573), Postyllę mniejszą, a także „Żywoty”, „Pasję” i inne liczne publikacje.
W roku 1584 władze zakonu jezuitów zleciły mu przełożenie Pisma Świętego. Podstawą przekładu był łaciński przekład przypisywany św. Hieronimowi – tzw. Wulgata, usankcjonowana dekretem Soboru Trydenckiego jako oficjalny tekst Kościoła rzymskokatolickiego w 1546 roku.
Wujek wykorzystał Wulgatę lowańską (Antwerpia 1574), Poliglotę antwerpską (1569–1572), Novum Instrumentum omne, wydanie Teodora Bezy, być może tekst Roberta Estienny, przekład syryjski oraz rękopisy łacińskie. Pierwszeństwo dawał tekstowi łacińskiemu, który uważał za bardziej pewny.
W roku 1593 ukazał się przekład Nowego Testamentu, wydany z poprawkami i psalmami w 1594 roku. Pełny przekład został ukończony w roku 1595, ponieważ jednak oparty był na Wulgacie lowańskiej, jezuici zobowiązani byli dokonać rewizji przekładu celem dostosowania go do brzmienia Wulgaty klementyńskiej. Praca komisji rewizyjnej zajęła kilka lat i cały oficjalny przekład Biblii ukazał się dopiero dwa lata po śmierci Jakuba Wujka, w roku 1599. Wprowadzone przez komisję rewizyjną przekładu Wujka zmiany i poprawki były liczne i poważne, jednak mimo to przekład ten przeszedł do historii jako przekład Wujka.
Biblia Wujka zawiera objaśnienia rzeczowe oraz dogmatyczno-apologetyczne. Zawiera także odniesienia do tekstu oryginalnego, co ma duże znaczenie przy zwrotach błędnie podanych w tekście źródłowym przekładu – Wulgacie klementyńskiej.
Pod względem językowym Wujek korzystał z pracy swoich poprzedników. Przekład Wujka odznacza się ścisłością i wielostronnością: posiada język prosty i jasny, a jednocześnie poważny i dostojny. Przekład ten zastąpił Biblię Leopolity i pełnił rolę podstawowego polskiego przekładu katolickiego przez ponad trzy wieki. Kościoły protestanckie korzystały w tym czasie z przekładów z języków oryginalnych, takich jak Biblia brzeska (1563) a następnie Biblia gdańska (1636). Pierwszym katolickim tłumaczeniem Biblii z oryginału na język polski była dopiero Biblia Tysiąclecia.

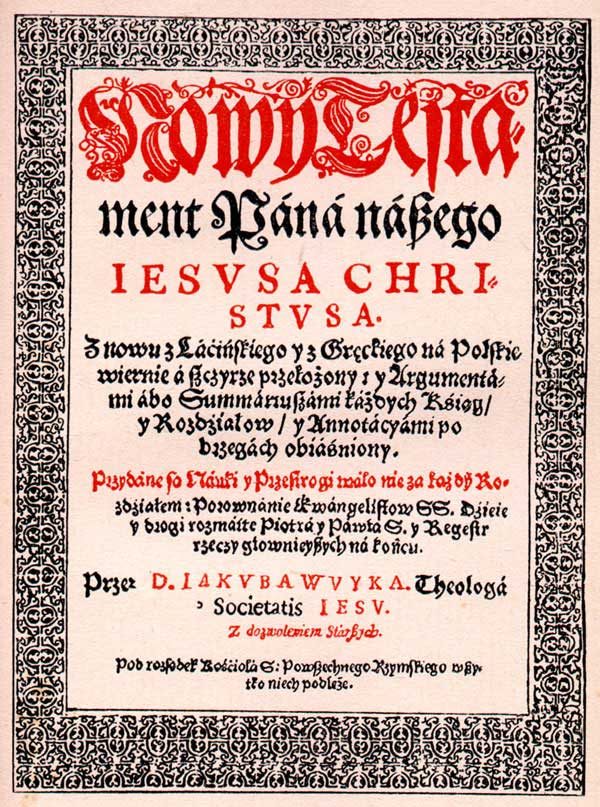
Strona tytułowa pierwszego wydania Biblii Wujka
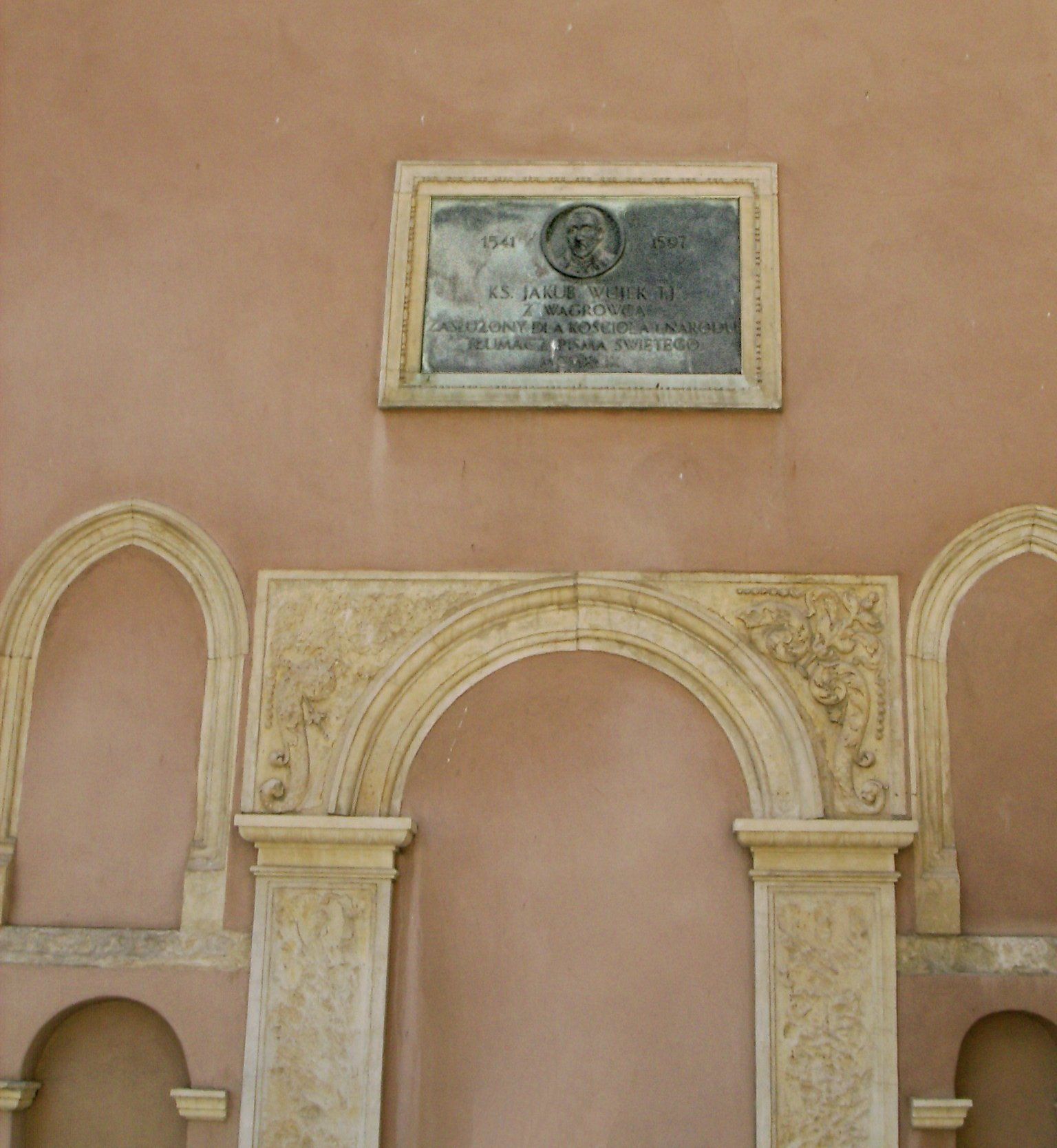
Tablica w kościele św. Barbary, upamiętniająca zasługi Jakuba Wujka. Kraków-Stare Miasto
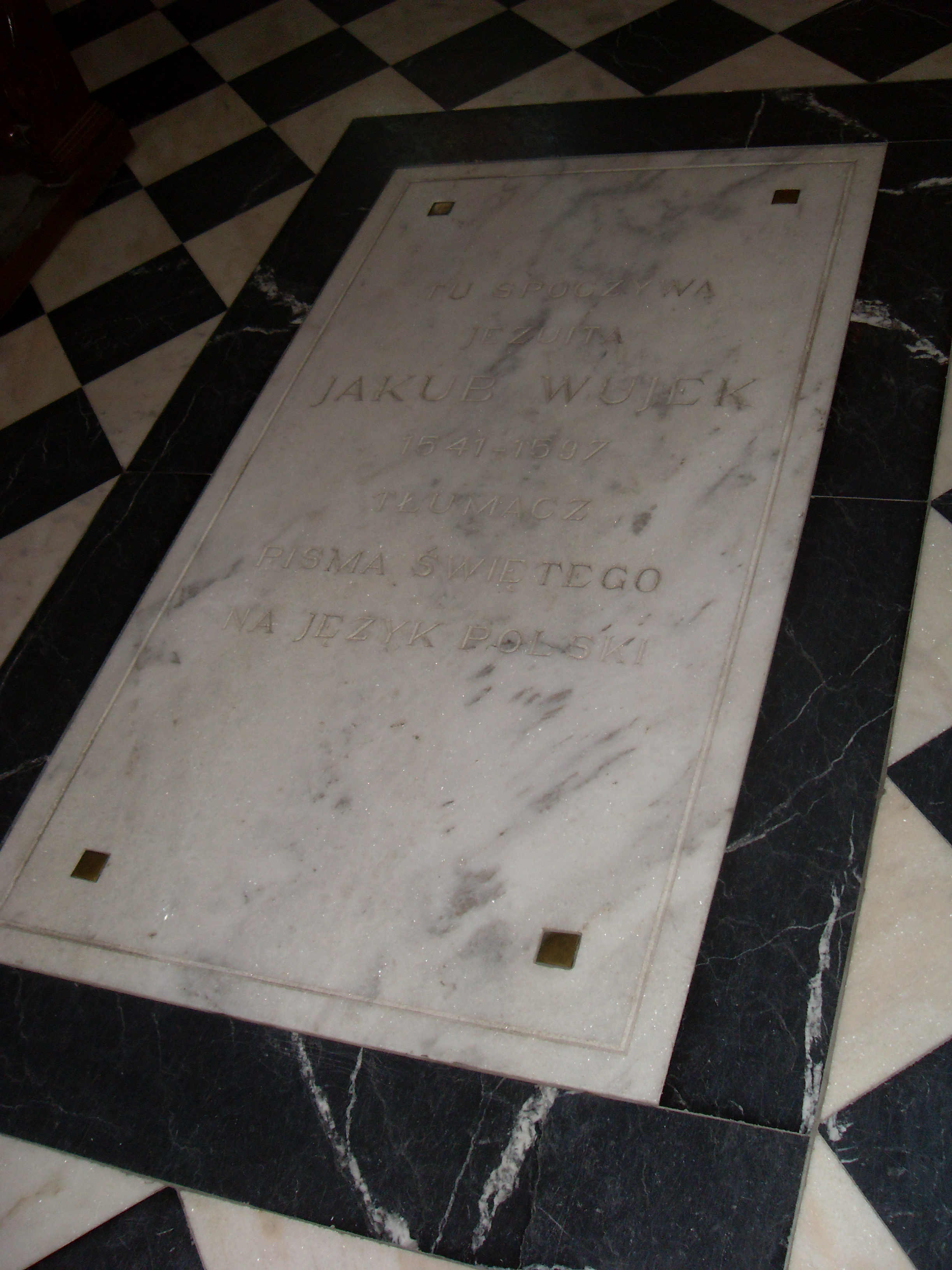
Płyta na grobie ks. Jakuba Wujka w kościele św. Barbary. Kraków-Stare Miasto

### Ważniejsze dzieła
- Iudicium albo rozsądek niektórych katolików o Confessiej sędomierskiej, roku 1570 wydanej, Kraków 1570, drukarnia M. Szarffenberger
- Brevis augustissimi ac summe venerandi sacrosanctae missae sacrificii... contra impium Francisci Stancari Mantuani scriptum, assertio, powst. 1571, wyd. Kolonia 1577, drukarnia A. Birckmann
- Postilla catholica, to jest kazania na kożdą niedzielę i na kożde święto przez cały rok, cz. 1-2, Kraków 1573, drukarnia M. Siebeneicher; Postille catholicznej część trzecia... Przydane są i Żywoty niektórych... Przydana jest i Passia, Kraków 1575, drukarnia M. Siebeneicher; wyd. następne: poszerzone pt. Postilla Catholica. To iest Kazania na Ewangelie Niedzielne..., Kraków 1584, w zbiorach Opolskiej Biblioteki Cyfrowej (tu także: Apologia... i Passja...); Kraków 1868-1870; fragment pt. O obraziech – przedr. W. Tomkiewicz: "Pisarze polskiego Odrodzenia o sztuce", Wrocław 1955, Teksty Źródłowe do Dziejów Teorii Sztuki, t. 4
- Czysciec to iest zdrowa a gruntowna nauka o modlitwach / o mszach / y iałmużnach za umarłe wierne: y o mękach czyscowych po śmierći, Poznań 1579, drukarnia J. Wolrab; wyd. następne: Kraków 1875
- Postille mniejszej część pierwsza ozimia, to jest krótkie kazania albo wykłady Ewangeliej na każdą niedzielę i na każde święto... Postille mniejszej część wtora letnia, Poznań 1579-1580, drukarnia J. Wolrab; wyd. następne pod zmienionymi tytułami: Poznań 1582 (razem z: Passia); Kraków 1590; Kraków 1596; Kraków 1605; Kraków 1617; Wrocław 1843; Warszawa 1870; Kraków 1871; Warszawa 1909:
  - przekł. czeski: Andrzej Modestyn, Litomyśl 1592; Praga 1629
  - przekł. litewski: Mikołaj Dauksza, Wilno 1599
  - przekł. niemiecki: wspomina o nim A. Brückner; Estreicher natomiast nie zna.
- Dialysis, to jest rozwiązanie albo rozebranie Assercij Pana Jakuba Niemojewskiego, z dowodami jego naprzeciw jezuitom poznańskim wydanych. Napisane przez professory Collegium Poznańskiego Societatis Jesu, Poznań 1580, drukarnia J. Wolrab; fragmenty przedr. w: Wybór tekstów do dziejów kultury Wielkopolski, Poznań 1962
- O Kościele Pana Chrystusowym prawdziwym rozprawa stateczna a dowodna. Z odpowiedzią na dowody przeciwne pana Jakuba Niemojewskiego. Napisana przez professory w Collegium Poznańskim Societatis Jesu, Poznań 1580, drukarnia J. Wolrab
- Passia, to jest historia męki Pana naszego Jezusa Chrystusa, wyd. jako część Postylli większej, Kraków 1575, nie oddzielona jednak osobną paginacją, zob. Postilla catholica, to jest kazania na kożdą niedzielę i na kożde święto przez cały rok; wyd. następne jako włączona w tekst część Postylli mniejszej w edycji Kraków 1582; Kraków 1590, zob. Postille mniejszej część pierwsza ozimia, to jest krótkie kazania albo wykłady Ewangeliej na każdą niedzielę i na każde święto... Postille mniejszej część wtora letnia ; wyd. osobne: Poznań 1582, drukarnia J. Wolrab
- Apologia, to jest Obrona postylle katolicznej przeciw sprosnym wykrętom i potwarzam postylle heretyckiej, w Krakowie wydanej Roku Pańskiego 1582, dołączona do wyd.: Postylla catholica..., Kraków 1584; zob. Postilla catholica, to jest kazania na kożdą niedzielę i na kożde święto przez cały rok; (osobno niewydana)
- Passja, to jest historia męki i śmierci Pana naszego Jezusa Chrystusa, dołączona do wyd.: Postylla catholica..., Kraków 1584, s. 254-315; zob. Postilla catholica, to jest kazania na kożdą niedzielę i na kożde święto przez cały rok; osobna niewydana, (wbrew podobieństwu w tytule jest ona zupełnie różna od Passji przyłączonej do Postylli mniejszej)
- De transsubstantiatione deisceptatio theologica... O transsubstanciaciej, to jest o przemienieniu istności w Najświętszym Sakramencie Eucharystijnym theologickie rozbieranie, Poznań 1589, drukarnia J. Wolrab (tekst drukowany synoptycznie po pol. i łac.)
- Żywot i nauka Pana naszego Jezu Chrysta..., Kraków 1597, drukarnia J. Siebeneicher (ks. Jakub Wujek w swej pracy naśladował i wzorował się na dziele Corneliusa Jansenseniusza pt. Concordia Evangelica[a])
- rozprawa J. Wujka, w której omawiał on m.in. polemikę Turriana i Skargi przeciw Wolanowi pt. De excudendis adversus haereticos libris – była w roku 1582 przedłożona do oceny przez niego generałowi Aquavivie (Alfonsowi Pisano?) w Rzymie; nie została ogłoszona; wydanie przygotował J. Sygański; po jego śmierci rozprawa zaginęła.

### Przekłady
- Prawdziwa sprawa o rozmowie albo disputaciej, którą miał pan Jakub Niemojewski w Warszawie na sejmie, przy zacnych ludziach, z Franciszkiem Toletem theologiem Societatis Jesu roku 1572. Wydana przez professory Collegium Poznańskiego Societatis Jesu, Poznań 1580, drukarnia J. Wolrab (według Estreichera, Wujek był wydawcą i tłumaczem)
- O bóstwie Syna Bożego i Ducha Świętego... Przeciw starym i nowym żydom i machometanom, arianom, samosatenom, serwetianom, gentilistom, nowokrzczeńcom..., Kraków 1590, drukarnia A. Piotrkowczyk (przeróbka dzieła R. Bellarmina)
- Nowy Testament Pana naszego Jezusa Christusa, Kraków 1593, drukarnia A. Piotrkowczyk (wyd. komentowane); wyd. następne: Kraków 1594 (tekst zmieniony, bez annotacji, przedr. w następnej edycji); Kraków 1605; Kraków 1617; Kraków 1621; Kraków 1647; pt. Biblia Nowego Testamentu, Chełmno 1772; wyd. Zgromadzenia Rossijskiego Biblijnego, Petersburg 1815; także Moskwa 1819; Poznań 1820; Lipsk 1830; Lipsk 1831; Lipsk 1832; Lipsk 1833; Lipsk 1837; Lipsk 1844; Lipsk 1848; Lipsk 1851; Warszawa 1852 (wyd. z dodatkiem Psalmów, drukarnia Misjonarzy angielskich); Lipsk 1854; Lipsk 1856; Lipsk 1858; Lipsk 1862; pt. Nowy Testament z komentarzami błędom wieku odpowiedniemi. Święty Mateusz, tomik 1, cz. 1, wyd. ks. S. Stojałowski, Kraków 1872 (edycja wycofana przez nakładcę i zniszczona; egz. w Bibliotece Jagiellońskiej i ks. W. Smereki); wyd. Brytyjskie Tow. Biblijne, Wiedeń 1875; także Wiedeń 1882-1883; Poznań 1887; wyd. Brytyjskie Tow. Biblijne, Wiedeń 1890; Wiedeń 1891; wyd. Brytyjskie Tow. Biblijne, Wiedeń 1892; Warszawa 1892; Poznań 1892-1893; Płock brak roku wydania; Kolonia 1895; Lipsk 1898; Warszawa 1900; wydania częściowe (Ewangelie, Dzieje Apostolskie), Warszawa 1908; także Warszawa 1909 (drukarnia w Krakowie); wyd. Brytyjskie Tow. Biblijne, Lipsk 1914; (Listy św. Pawła), Radom 1917; Kraków 1923; Kraków 1928; (Ewangelie, Dzieje Apostolskie), Poznań 1924; fragm. według edycji 1593 przedr. W. Taszycki Wybór tekstów staropolskich XVI-XVIII wieku, Lwów 1928; także wyd. 2 Warszawa 1955; (cztery Ewangelie), Kraków 1931; Kraków 1936; (Ewangelie, Dzieje Apostolskie), Kraków 1936; wyd. Towarzystwo Biblijne (pt. Życie Pana naszego...), Warszawa 1937; Kraków 1939; (Ewangelie, Dzieje Apostolskie), Kraków 1939; (Ewangelie), Warszawa 1939; (cztery Ewangelie), Mikołów Śląski 1939; (Ewangelie, Dzieje Apostolskie), Jerozolima 1941; (pt. Święta Ewangelia..., Dzieje Apostolskie), Rzym 1942; (pt. Święta Jezusa Chrystusa Ewangelia według Jana...), wyd. 2 Budapeszt, około 1942; Kraków 1949; (Ewangelie, Dzieje Apostolskie), Kraków 1949; Kraków 1955, (według J. Gołąba należy odróżnić 3 red. przekładu: a) z roku 1593, b) z roku 1594, bliższy Wulgacie, c) z roku 1599 wyd. razem z Biblią po śmierci Wujka, oprac. przez komisję zakonu jezuitów z J. Rabem na czele)
- Ewangelie i epistoły..., Kraków 1593; wyd. następne ze zmienionymi tytułami: Kraków 1611; Kraków 1616; Kraków 1617; Kraków 1626 (cz. 2 ma osobny tytuł: Ewangelie i epistoły na dni postne powszechne i na niektóre inne święta, w pierwszej Postylce opuszczone); także Kraków 1636 (według A. Jochera; w tym wyd. egzemplarz cz. 1 nieznany); Sandomierz 1637 (edycja wątpliwa); Kraków 1651 (wyd. cz. 1-2 oraz: Przydatek Lekcii i Ewangelii świąt uroczystych, Passiej Wielkopiątkowej i nauki chrześciańskiej katholickiej początków); Kraków 1665 (cz. 2 tej edycji prawdopodobnie wyd. Kraków 1672); Kraków 1685; Kraków 1689 (cz. 2 tej edycji wyd. Kraków 1692); Wilno 1713 9 (cz. 1-2); Kraków 1713; Kalisz 1734; Lublin 1758; Lwów 1760; Kalisz 1763; Sandomierz 1764; Wilno 1765; Poznań 1767; Wilno 1787; Poczajów 1790; Połock 1802; Częstochowa 1808; Warszawa 1811; Warszawa 1814; Częstochowa 1819; (Kraków) 1827; Gniezno 1880, (według F. Siarczyńskiego pierwsze wyd. miało się ukazać w Wilnie w roku 1579, co według Estreichera jest wątpliwe)
- Psałterz Dawidów, Kraków (1584), drukarnia A. Piotrkowczyk (przekł. prozą); wyd. następne: Kraków 1616; Kraków 1626; brak miejsca wydania 1688; pt. Księgi Psalmów Dawidowych, Kraków 1714 (tekst łac. i pol.); pt. Najpoważniejsze i najdawniejsze Kościoła Bożego nabożeństwo... to jest Psałterz Dawidów; Wilno 1764; (przedr. edycji 1714), Zamość 1765; wyd. według tekstu Biblii z roku 1599, Warszawa 1777; szereg wydań cerkiewno-ruskich z tekstem polskim w: 1775, 1778, 1789 i 1798; przedr. edycji 1777: Poczajów 1819; pt. Psałterz, czyli Księga Psalmów, Kraków 1872 (tekst z roku 1599); Lwów 1882 (tekst łac. i pol.); Wilno 1892 (tekst z roku 1599); pt. Księgi Psalmów, Lipsk 1896 (tekst z roku 1599); pt. Dawida Księga Psalmów, Warszawa 1909 (tekst z roku 1599); pt. Wykład Psałterza Dawidowego, Sandomierz 1916 (tekst z roku 1599); Sandomierz 1930 (tekst łac. i pol.)
- Officium abo Godziny Błogosławionej Panny Mariej, Kraków (1596?); wyd. następne: Kraków 1598; brak miejsca i roku wydania (drukarnia A. Piotrkowczyk); Kraków 1653 (przekł. z łaciny; egz. pierwodruku nieznany)
- Biblia to iest Księgi Starego y Nowego Testamentv..., Kraków 1599, drukarnia Łazarzowa, (Biblia... została wyd. w 2 lata po śmierci tłumacza; do druku przygotowana przez komisję zakonu jezuitów, w składzie m.in.: S. Grodzicki, J. Brant, A. Radzimiński i M. Łasius, którzy dostosowując tekst ściśle do Wulgaty poczynili dość duże zmiany w tekście pierwotnym, tworząc niejako jego nową redakcję; następne wyd. były przedr. edycji poprawionej); wyd. następne: Wrocław 1740; pt. Biblia Sacra latino polonica Vulgatae, Wrocław 1771; Wrocław 1806 (nakład z roku 1771 opatrzony nową kartą tytułową); nakł. Towarzystwa Biblijnego Warszawskiego, Warszawa 1821; Lipsk 1838-1839; Lwów 1839-1840; Lipsk 1844-1846; Lipsk 1858; Lipsk 1860; pt. Biblia łacińsko-polska, czyli Pismo św. Starego i Nowego Testamentu, Wilno 1861-1864; Lipsk 1862; Warszawa 1873-1875 (drukarnia w Lipsku); wyd. Zgromadzenie Rosyjskie Biblijne, Moskwa 1882; Warszawa 1885-1887 (przedr. z wyd. wileńskiego 1861-1864); Warszawa 1893-1895; Wilno 1896-1898 (przedr. z wyd. 1861-1864); Warszawa 1898; wyd. Towarzystwo Biblijne, Wiedeń 1899 (drukarnia w Lipsku); Toledo (stan Ohio, USA) 1899; Wilno 1907-1909 (według wyd. z lat 1861-1864); Warszawa 1909; wyd. częściowe, Mikołów 1909-1912; wyd. częściowe, Kuźnice 1909-1912; wyd. Brytyjskie Tow. Biblijne, Warszawa 1928; pt. Pismo św. ..., t. 1-4: Stary Testament, t. 5: Nowy Testament, Poznań 1926-1932 (wyd. nieukończone); fragmenty przedr. W. Taszycki Wybór tekstów staropolskich XVI-XVIII wieku, Lwów 1928; także wyd. 2 Warszawa 1955; pt. Pismo święte Starego i Nowego Testamentu, Kraków 1935; także wyd. częściowe, Londyn 1945; Pismo Święte Starego Testamentu. Tekst poprawił... S. Styś, Kraków 1956.

### Listy i materiały
- Listy z lat 1569-1596 do przełożonych zakonu: F. Sunieriusa, F. Borgiasza, L. Magiusa, H. Natalusa, E. Mercurianusa i O. Monareusa oraz od S. Warszewickiego i J. Uchańskiego, wyd. J. Sygański "Korespondencja księdza Jakuba Wujka z Wagrówca z lat 1569-1596. Podług autografów", Roczniki Towarzystwa Przyjaciół Nauk Poznania, t. 44 (1917)
- Do Franciszka Borgiasza, dat. z Pułtuska: 1 lipca i 20 września 1569, 30 września 1570; do Klaudiusza Aquavivy, dat. Albae Juliae: 17 maja, 21 sierpnia i 25 listopada 1588, wyd. J. Poplatek „Obecny stan badań nad życiem J. Wujka”, Polonia Sacra 1950, zeszyt 1-4
- Listy, wyd. A. Veress "Epistolae et acta Jesuitarum Transylvanaie temporibus principum Bathory 1571-1613", Wiedeń 1911 – Budapeszt 1913, Fontes Rerum Transsylvanicarum, t. 1-2
- Od J. Uchańskiego, dat. w Warszawy 20 września 1574; od K. Aquavivy, dat. z Rzymu jesienią roku 1592, wyd. J. Poplatek "Obecny stan badań nad życiem J. Wujka", Polonia Sacra 1950, zeszyt 1-4
- Autobiografia, z rękopisu Archiwum Societatis Jesu w Rzymie wyd. Polonia Sacra 1950, zeszyt 1-4
- Pro Johanne Wolrab, typographo Posnaniensi privilegium (przez Stefana Batorego na wydawanie Postylli mniejszej J. Wujka), dat. w Warszawie 28 grudnia 1579, wyd. T. Wierzbowski Materiały do dziejów piśmiennictwa polskiego, t. 2, Warszawa 1904, s. 27-28.